# IdFlieg
Idflieg（イーデーフリーク、ドイツ語:  Inspektion der Fliegertruppenの略。航空部隊監察局）は、第一次世界大戦以前から大戦期間を通してドイツの軍事航空を監督したドイツ帝国の軍事部局。軍用機や航空機用エンジンの分類符号などで知られる。
1911年に創設され、1916年にドイツ帝国陸軍航空隊の一部となった。